# Nikolaus Utermöhlen
Nikolaus Utermöhlen (* 10. Juni 1958 in Würzburg; † 17. Mai 1996 in Berlin) war ein deutscher Musiker und Künstler.

## Leben
Mit Wolfgang Müller war er 1980 Gründungsmitglied der Band Die Tödliche Doris. Utermöhlen gehörte der Gruppe bis zu ihrer Auflösung 1987 an, spielte Bassgitarre, Klarinette und Schifferklavier, experimentierte mit Tonbändern, defekten Kassettenrekordern und präparierten Instrumenten. Nach Auflösung der Gruppe wandte sich Utermöhlen der Malerei zu und komponierte Filmmusiken für Filme von Heinz Emigholz u. a. Er starb mit knapp 38 Jahren an den Folgen einer HIV-Infektion.
Eine von den Kuratoren als Retrospektive bezeichnete Einzelausstellung fand drei Jahre nach seinem Tod im Haus am Kleistpark statt. Diese zeigte ausschließlich Utermöhlens Gemälde aus seinen letzten acht Lebensjahren. Aus dieser Zeit stammt seine Collage Das ohnmächtige Modell Nr.4 (roter Ball).

## Diskographie
- Karlsbad (Solo-LP), Die Tödliche Doris Schallplatten, Berlin 1987